# Hambela Wamena
Hambela Wamena est un woreda du sud de l'Éthiopie. Situé dans la région Oromia, il reprend une partie de l'ancien woreda Hagere Mariam et se rattache à la zone Guji puis à la zone Ouest Guji. Son centre administratif, Dimtu, peut aussi s’appeler « Dimtu Hambella ».

## Situation
Actuellement situé dans la zone Ouest Guji de la région Oromia, le woreda Hambela Wamena est entouré par la zone Gedeo de la région des nations, nationalités et peuples du Sud à l'ouest et par la zone Guji de la région Oromia au nord et à l'est.
Son centre administratif, Dimtu, ou Dimtu Hambella, est desservi par des routes secondaires à environ 70 km de Bule Hora.
|              | Uraga          |             |
| (zone Gedeo) | Hambela Wamena | Odo Shakiso |
|              | Kercha         |             |

## Histoire
Hambela Wamena occupe la partie nord-est de l'ancien woreda Hagere Mariam subdivisé en 2007. Il se rattache à la zone Guji, jusqu'à la création de la zone Ouest Guji.

## Population
Au recensement de 2007, Hambela Wamena compte 104 971 habitants et 2 % de sa population est urbaine.
La majorité (74 %) des habitants y sont protestants, 12 % sont de religions traditionnelles africaines, 4 % sont musulmans, 3 % sont catholiques et moins de 3 % sont orthodoxes.
Avec 1 689 habitants en 2007, Dimtu est la seule agglomération du woreda.
En 2022, sa population est estimée à 147 899 personnes avec une densité de population de 260 personnes par km2 et 569 km2 de superficie.